# Göran Johansson
Per Göran Johansson (Rättvik, 12 augustus 1958) is een Zweeds voormalig schaatser die was gespecialiseerd in de sprint . Hij werd meermaals nationaal kampioen op de sprint. In 1988 vertegenwoordigde hij Zweden op de Olympische Spelen in Calgary.

## Persoonlijke records
| Afstand | Tijd    | Datum           | Plaats  | Baan                      |
| ------- | ------- | --------------- | ------- | ------------------------- |
| 0 500 m | 0 37,56 | 31 januari 1988 | Calgary | Olympic Oval              |
| 1 000 m | 1.15,10 | 6 december 1987 | Calgary | Olympic Oval              |
| 1 500 m | 1.59,72 | 31 januari 1988 | Calgary | Olympic Oval              |
| 3 000 m | 4.24,73 | 3 maart 1983    | Inzell  | Eisstadion Inzell         |
| 5 000 m | 8.00,00 | 9 januari 1983  | Tromsø  | Templarheimen idrettspark |